# Gouaux
Gouaux (okzitanisch: Guaus) ist eine französische Gemeinde mit 55 Einwohnern (Stand: 1. Januar 2022) im Département Hautes-Pyrénées in der Region Okzitanien (bis 2015 Midi-Pyrénées). Sie gehört zum Arrondissement Bagnères-de-Bigorre und zum Gemeindeverband Aure Louron. Die Bewohner werden Gouaussiens genannt.

## Geografie
Die Gemeinde Gouaux liegt in der Landschaft Bigorre in den Pyrenäen, 30 Kilometer südlich von Lannemezan und etwa 20 Kilometer nördlich der Grenze zu Spanien. Das 6,02 km² große Gemeindegebiet erstreckt sich um ein Seitental der Neste d’Aure mit dem namengebenden Dorf Gouaux auf ca. 950 Metern über dem Meer, flankiert von mehreren Berggipfeln:
- Pic de Pignaué 1326 m
- Peyre Blanque 1360 m
- Pla de la Coume Sourde 1453 m

An den östlichen und südlichen Gemeindegrenzen erreichen mehrere Gipfel Höhen von über 1600 m. Zahlreiche Gebirgsbäche in der Gemeinde vereinigen sich im Ruisseau de Gouaux, der zur Neste d’Aure fließt. Auf über 90 % des Gemeindeareals herrscht Wald vor, nur wenige Rodungsinseln dienen als Viehweiden. Zur Gemeinde Gouaux gehört der Weiler Granges du Val. Umgeben wird Gouaux von den Nachbargemeinden Lançon im Norden, Bordères-Louron im Nordosten, Avajan im Osten, Vielle-Louron im Südosten, Grailhen und Süden, Guchan im Südwesten (Berührungspunkt), Bazus-Aure im Westen sowie Grézian im Nordwesten.

## Ortsname
1387 trat zum ersten Mal der lateinische Ortsname De Goausio in Erscheinung. Es folgten die Schreibweisen in loco de Goaus, Gouaux en Aure (1744), Gouaux d’Aure (1749) sowie 1790 Goueux und der heute noch gültige Name Gouaux.

## Bevölkerungsentwicklung
| Jahr      | 1962 | 1968 | 1975 | 1982 | 1990 | 1999 | 2011 | 2021 |
| --------- | ---- | ---- | ---- | ---- | ---- | ---- | ---- | ---- |
| Einwohner | 42   | 42   | 34   | 46   | 62   | 58   | 76   | 55   |

Im Jahr 1836 wurde mit 166 Bewohnern die bisher höchste Einwohnerzahl ermittelt. Die Zahlen basieren auf den Daten von cassini.ehess und INSEE.

## Sehenswürdigkeiten
- Pfarrkirche Notre-Dame (seit 1857), rekonstruiert am Anfang des 19. Jahrhunderts, mit von einem dreieckigen Giebel überragtem neoklassizistischen Portal und mit einem 1814 erweiterten Kirchenschiff; Pfarrkirche seit 1857
- romanische Kapelle Saint-Étienne mit Änderungen im 16. Jahrhundert, Monument historique[4]
- Lavoir
- Flurkreuze und Brunnen

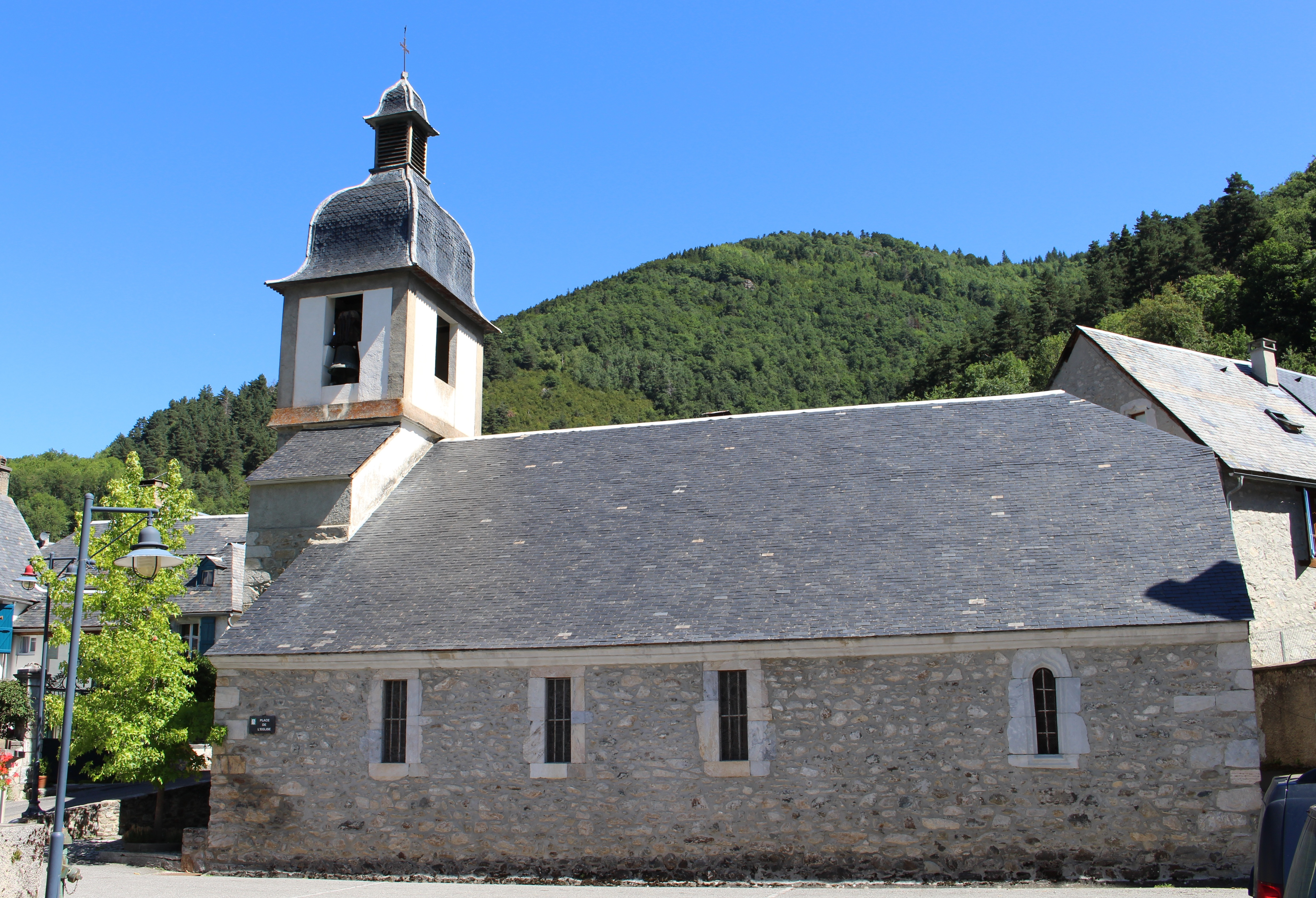
Kirche Notre-Dame
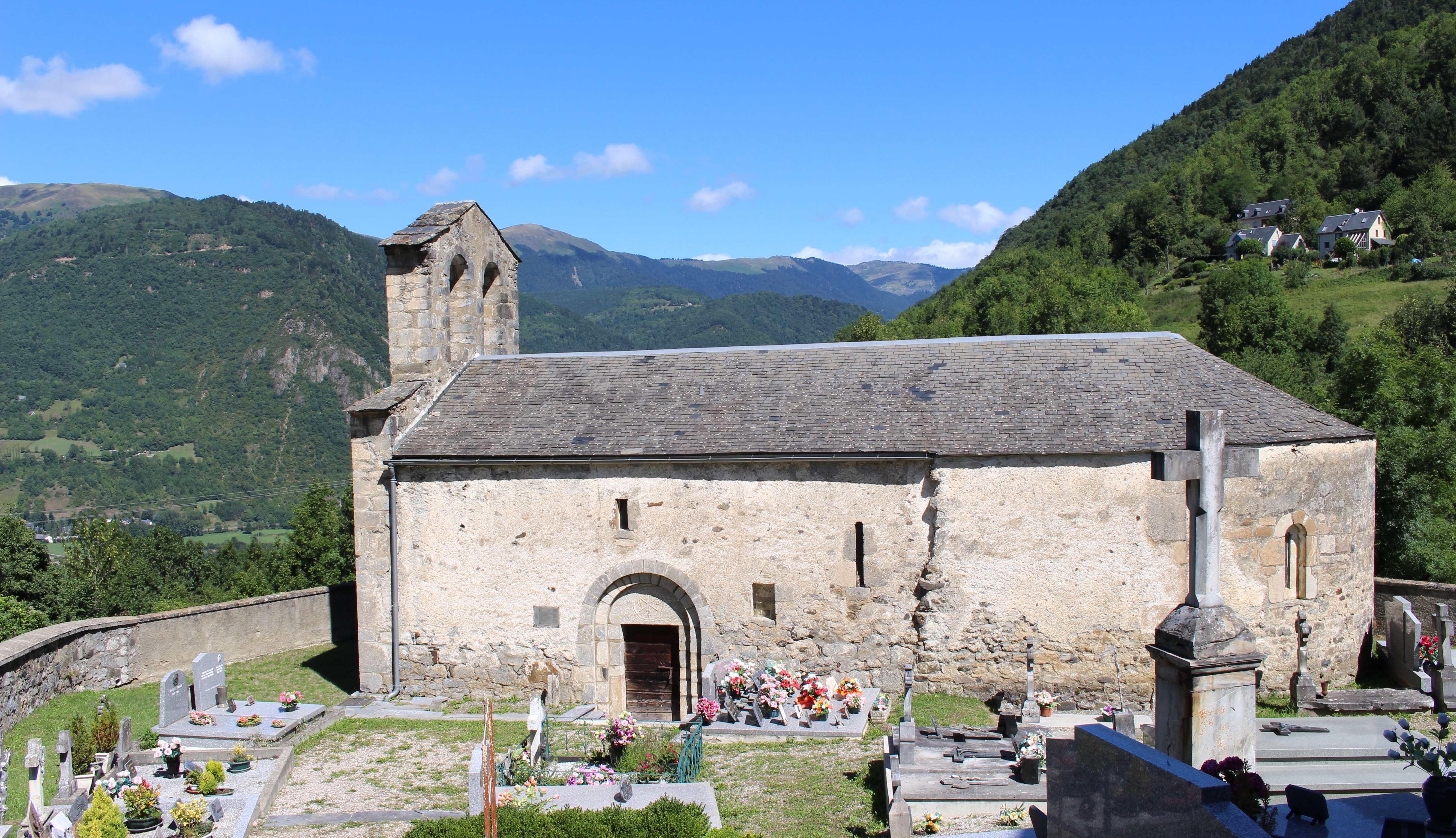
Kapelle Saint-Étienne
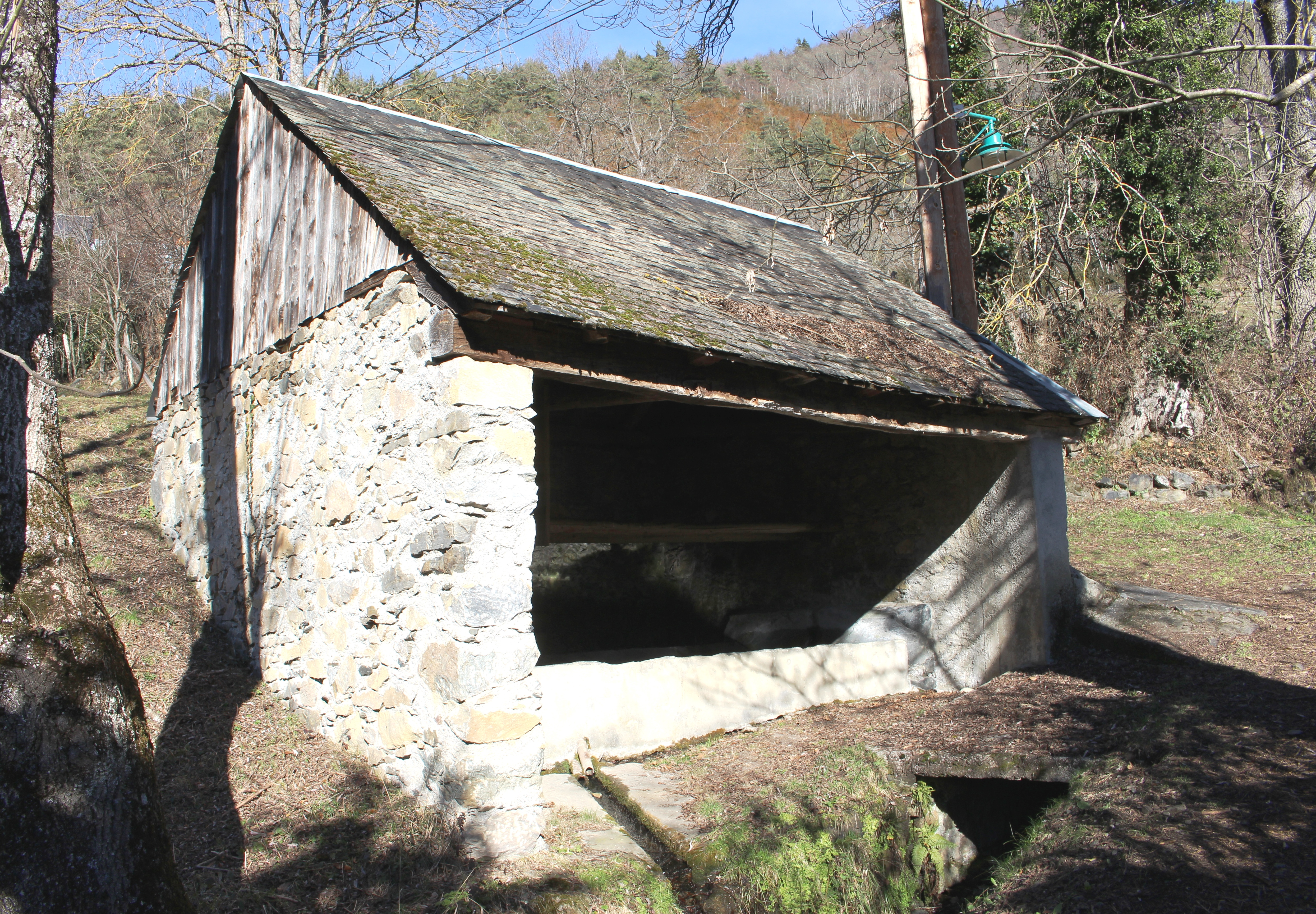
Lavoir Gouaux
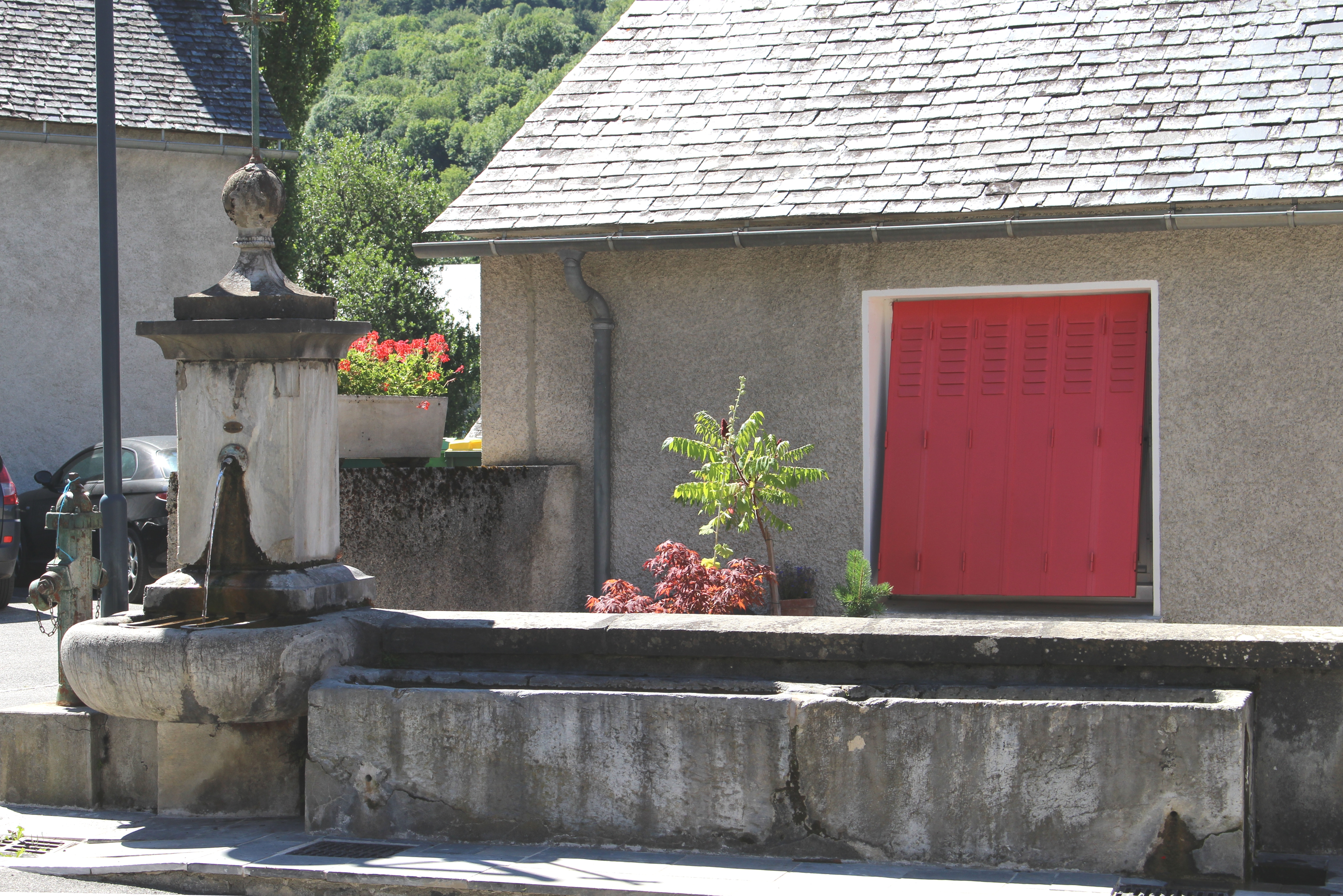
Brunnen

## Wirtschaft und Infrastruktur

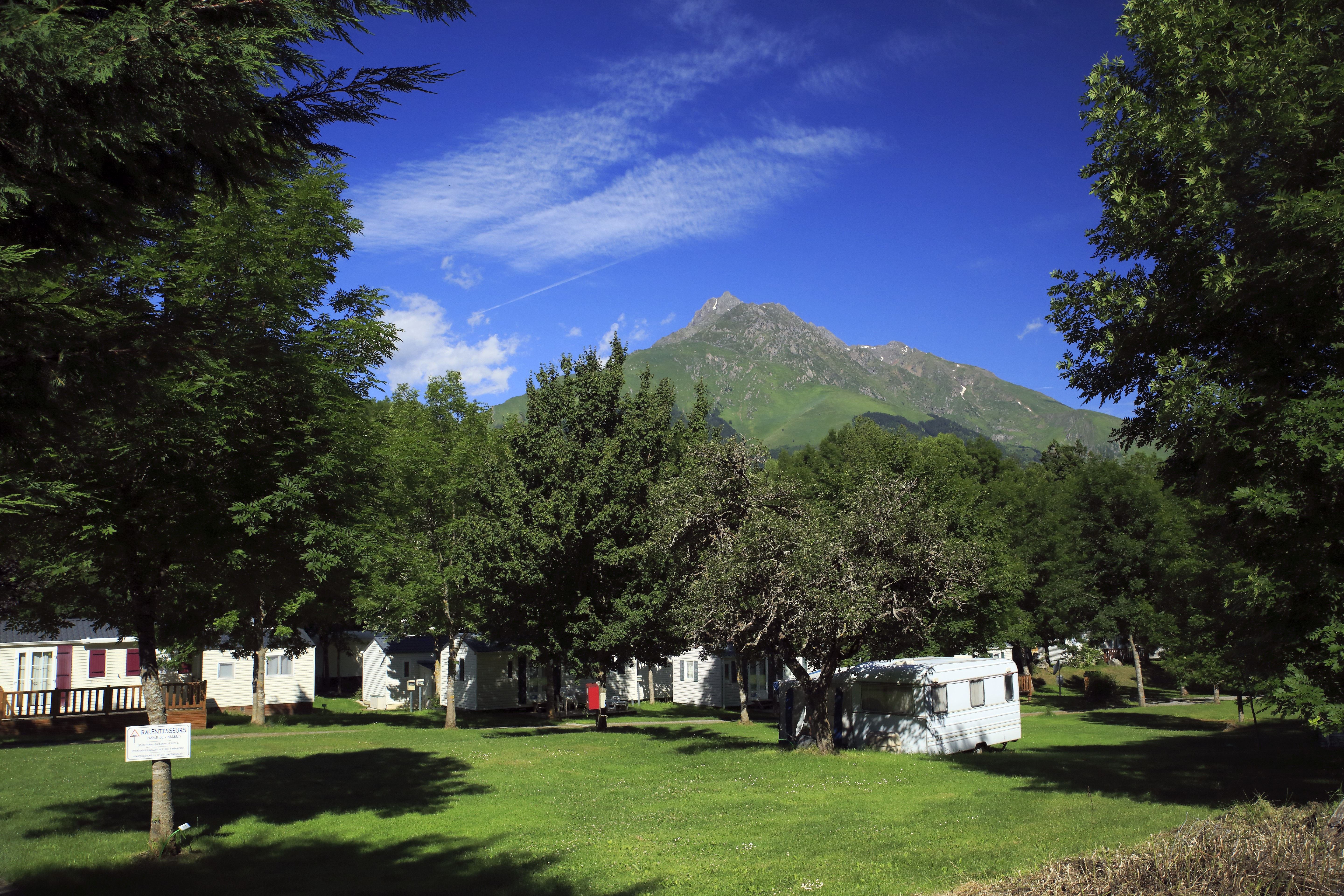
Campingplatz Gouaux

In Gouaux dominieren der Fremdenverkehr (Campingplatz) und die Landwirtschaft. In der Gemeinde sind zwei Landwirtschaftsbetriebe ansässig (Schaf- und Ziegenhaltung mit Käserei, Gemüseanbau).
Gouaux ist nur von der Fernstraße D 929 von Lannemezan ins spanische Bielsa zu erreichen.

## Belege
1. ↑  „Dictionnaire toponymique des communes des Hautes-Pyrénées, Tarbes, Conseil Général des Hautes-Pyrénées, 2000“ (Toponymisches Wörterbuch der Gemeinden der Hautes-Pyrénées) von  Michel Grosclaude und Jean-Francois Le Nail (ISBN 2-9514810-1-2)
2. ↑  Gouaux auf cassini.ehess
3. ↑  Gouaux auf INSEE
4. ↑  Eintrag in der Base Mérimée des Kulturministeriums. Abgerufen am 12. Dezember 2018 (französisch).
5. ↑  Landwirtschaftsbetriebe auf annuaire-mairie.fr (französisch).